# Christian Ludwig von Baer
Christian Ludwig von Baer (* 20. November 1699 (Taufdatum) in Berlin; † nach 1748) war ein preußischer Jurist.

## Leben
Christian Ludwig von Baer entstammte dem Adelsgeschlecht Ursin von Baer und war der Sohn des Hofpredigers und späteren Bischofs Benjamin Ursinus und dessen zweiter Ehefrau Anna Adelheid († 1723), die Tochter des königlich schwedischen Generalauditeurs und Mindener Regierungsrates Matthias Wilhelm Huss († 1681); er hatte noch siebzehn Halb- und Vollgeschwister.
Er besuchte 1710 das Joachimsthalsche Gymnasium in Berlin und immatrikulierte sich am 2. Mai 1719 an der Universität Frankfurt an der Oder zu einem Studium der Rechtswissenschaften.
Nach Beendigung des Studiums wurde er Kriminalrat in Berlin und erhielt am 13. Februar 1733 das Prädikat Geheimer Justizrat und wurde zugleich Rat beim Oberappellationsgericht in Berlin, dem späteren Preußischen Obertribunal.
Am 8. Oktober 1733 vermählte er sich mit Sophie Charlotte von Wenden (* 1713). Aus der Ehe sind in den Jahren 1734 bis 1738 drei Kinder hervorgegangen.
Gemäß einem Reskript vom 17. August 1740 sollte er als Geheimer Justiz- und Tribunalsrat die Stelle des verstorbenen Ministers Wilhelm Heinrich von Thulemeyer als Direktor des Französischen Obergerichts übernehmen; aufgrund einer Bitte der französischen Obergerichtsräte ging dieses Amt dann jedoch am 2. September 1740 an Philipp Joseph von Jariges.
Christian Ludwig von Baer wurde im Zuge der Umstrukturierung des Oberappellationsgerichts in das Königliche Obertribunal (siehe Kammergericht) 1748 aus dessen ersten Senat entlassen.